# Geoffrey Roberts
Geoffrey C. Roberts (ur. w 1952 r. w Deptford w południowym Londynie) – brytyjski historyk, biograf i publicysta specjalizujący się w historii wojskowej i dyplomatycznej Związku Socjalistycznych Republik Radzieckich.

## Edukacja i kariera naukowa
Pochodzi z rodziny robotniczej. Był uczniem Addey and Stanhope Grammar School, którą ukończył w wieku 16 lat. Rozpoczął wówczas pracę jako urzędnik w Greater London Council, uzupełniając wykształcenie na kursach wieczorowych. W latach 70. XX w. ukończył stosunki międzynarodowe na North Staffordshire Polytechnic, gdzie znalazł się pod wpływem polsko-greckiego historyka Johna Coutouvidisa (ur. 1944), a następnie realizował studia doktoranckie na London School of Economics pod kierunkiem Geoffreya Sterna. W latach 1969–1988 był działaczem Komunistycznej Partii Wielkiej Brytanii. W latach 80. XX w. pracował w Wydziale Edukacji związku zawodowego NALGO. Za radą promotora jego rozprawa dotycząca paktu Ribbentrop-Mołotow ukazała się najpierw w formie monografii w 1989, a obroniona została kilka lat później.
W 1992 został zatrudniony w University College Cork w Irlandii. W 2005 otrzymał tam stanowisko profesora historii. Jest emerytowanym pracownikiem tej uczelni.
Jest członkiem Królewskiego Towarzystwa Historycznego (od 1997) i Królewskiej Akademii Irlandzkiej (od 2016). Jest laureatem wielu nagród naukowych i wyróżnień, w tym stypendium Fulbrighta na Uniwersytecie Harvarda (2005) oraz Government of Ireland Senior Research Fellowship (2004). Przebywał na stypendium naukowym w Instytucie Kennana w 2001 i 2007. Jego wypowiedzi były publikowane w brytyjskich i irlandzkich mediach, gdzie komentuje wydarzenia bieżące oraz historyczne. Pełnił rolę konsultanta przy dokumentalnych programach radiowych i telewizyjnych.
Jest autorem siedmiu książek oraz kilkudziesięciu artykułów. Jego książki przetłumaczono dotychczas na chiński, czeski, niemiecki, polski, szwedzki, estoński, finlandzki i rosyjski.

## Zainteresowania
Roberts interesuje się dwudziestowiecznymi stosunkami międzynarodowymi, ze szczególnym uwzględnieniem II wojny światowej i lat zimnej wojny, rosyjską i radziecką historią, stosunkami międzynarodowymi, ze szczególnym uwzględnieniem radzieckiej i rosyjskiej polityki zagranicznej, filozofią historii i nauk społecznych, irlandzką historią, zwłaszcza w okresie II wojny światowej.

## Książki
- The Unholy Alliance: Stalin’s Pact with Hitler (1989).
- The Soviet Union and the Origins of the Second World War (1995).
- The Soviet Union in World Politics: Coexistence, Revolution and Cold War, 1945–1991 (1998).
- Victory at Stalingrad: The Battle That Changed History (2002).
- Stalin’s Wars: From World War to Cold War, 1939–1953 (2006; polskie wydanie: Wojny Stalina, tłum. Maciej Antosiewicz, Grzegorz Sowula, Świat Książki 2010).
- Molotov: Stalin’s Cold Warrior (2011).
- Stalin’s General: The Life of Georgy Zhukov (2012; polskie wydanie: Generał Stalina. Życie Gieorgija Żukowa, tłum. Janusz Ochab, Znak Literanova 2014).
- Stalin's Library: A Dictator and his Books (2022)